# Diaphus watasei
Diaphus watasei és una espècie de peix de la família dels mictòfids i de l'ordre dels mictofiformes.

## Morfologia
- Els mascles poden assolir 17 cm de longitud total.[3]

## Hàbitat
És un peix marí i d'aigües subtropicals que viu entre 100-550 m de fondària.

## Distribució geogràfica
Es troba a l'Atlàntic oriental, l'Àfrica oriental, la costa occidental de Madagascar, el Japó, Indonèsia, el nord-oest d'Austràlia, el Mar de la Xina Meridional i el mar de la Xina Oriental.